# 梁德智
梁德智（1926年2月13日—），天津人，中华民国空军将领。

## 生平
空軍軍官學校第23期畢業。1972年10月，任第三联队参谋长。1974年，任副联队长。1975年12月6日，任空軍第427聯隊聯隊長，1977年6月30日卸任，1978年4月，任空军作战司令部参谋长。後任金門防衛司令部副司令官，1981年12月，任空军作战司令部中将司令，至1986年3月1日退役。